# Klein-Krotzenburg
Klein-Krotzenburg ist ein Ortsteil der Gemeinde Hainburg im südhessischen Landkreis Offenbach.

## Geografische Lage
Klein-Krotzenburg liegt auf einer Höhe von 105 m über NN, etwa 3 km nördlich von Seligenstadt am Main.

## Geschichte

### Urgeschichte
In römischer Zeit querte hier eine Brücke den Main. Im Main gefundene Reste davon sind im Heimatmuseum und in der Saalburg ausgestellt.

### Mittelalter
Die älteste erhaltene Erwähnung des Ortes findet sich in einer Urkunde aus dem Jahr 1175, die anlässlich eines Rechtsstreits zwischen der Benediktinerabtei Seligenstadt und dem Mainzer Petersstift verfasst wurde. Das Dorf gehörte zur Auheimer Mark. Es befand sich zunächst im Besitz der Abtei Seligenstadt. 1306 verkauften die Herren von Eppstein die Vogtei über Klein-Krotzenburg vorübergehend an Kloster Seligenstadt. 1371 verpfändeten sie sie an die Herren und späteren Grafen von Hanau und verkauften sie 1425 an das Kurfürstentum Mainz. Seit 1489 stand Klein-Krotzenburg unter der Oberhoheit von Mainz, das es seinem Oberamt Steinheim zuordnete, wobei es weiter dem Zentgericht des Klosters Seligenstadt unterstand.
1330 wird ein Pfarrer im Ort, 1366 explizit eine Pfarrkirche erwähnt. Diese steht im Patrozinium des Heiligen Nikolaus. Das Kirchenpatronat lag beim Kloster Seligenstadt, das auch den Pfarrer stellte. Kirchliche Mittelbehörden waren das Archidiakonat von St. Peter und Alexander in Aschaffenburg und das Landkapitel Rodgau.

### Historische Namensformen
In erhaltenen Urkunden wurde Klein-Krotzenburg unter den folgenden Namen erwähnt (in Klammern das Jahr der Erwähnung):
- Cruzenburch (1175)
- Cruzenburg (1232)
- Cruzenburch (1235)
- Crocenborch (1287)
- Crotzinburg (1314)
- Crotzenburg (1330)
- Croczenburg (1336)
- Crutzenburg (1357)
- Crotzenburg (1366)
- Krotzenburg (1370)
- Croczinburg (1420)
- Klein Crotzenburg
- Crotzenburg (1434)
- Kleinen Crotzenborg (1482)
- Clein Crotzenberg (1487)
- Crotzenberg inferior (1517)
- minor villa Croczenbergk (1518)

### Neuzeit
Während des Dreißigjährigen Kriegs litt die Bevölkerung sehr stark. Allein 1632 starben 90 Einwohner an der Pest. Am Ende des Krieges fiel das Dorf wüst.
Die Äbte des Klosters Seligenstadt wählten Klein-Krotzenburg als Sommersitz und errichteten hier zu Beginn des 18. Jahrhunderts eine villenartige Residenz. 1736 wurde auf der Liebfrauenheide eine Kapelle gebaut, die bald darauf Ziel von Wallfahrten wurde.
Mit der Säkularisation fiel Klein-Krotzenburg 1803 an die Landgrafschaft Hessen-Darmstadt, ab 1806 als Großherzogtum Hessen bezeichnet. Hier lag es in der Provinz Starkenburg, und im Amt Seligenstadt.
1988 brannte die Pfarrkirche St. Nikolaus nieder und wurde anschließend wieder neu errichtet.

### Territoriale Zugehörigkeit
Bis 1821 nahm das Amt Seligenstadt Verwaltung und Rechtsprechung in Klein-Krotzenburg wahr. Mit der Verwaltungsreform im Großherzogtum Hessen in diesem Jahr wurden auch hier auf unterer Ebene Rechtsprechung und Verwaltung getrennt.
 Für die Verwaltung wurden Landratsbezirke geschaffen, die erstinstanzliche Rechtsprechung Landgerichten übertragen. Der Landratsbezirk Seligenstadt erhielt die Zuständigkeit für die Verwaltung unter anderem für das gleichzeitig aufgelöste Amt Seligenstadt. Durch verschiedene Verwaltungsreformen gehörte Klein-Krotzenburg dann ab
- 1832 zum Kreis Offenbach,
- 1848 zum Regierungsbezirk Darmstadt und
- 1852 wieder zum Kreis Offenbach. Dieser wurde 1939 in „Landkreis Offenbach“ umbenannt.[4]

Zum 1. Januar 1977 wurde Klein-Krotzenburg im Zuge der Gebietsreform in Hessen mit der Gemeinde Hainstadt per Gesetz zur Gemeinde Hainburg vereinigt.

### Gerichtliche Zuständigkeit
Bei der Reform 1821 übernahm das Landgericht Steinheim die erstinstanzliche Rechtsprechung in Klein-Krotzenburg, die zuvor das Amt wahrgenommenen hatte. Der Sitz des Gerichts wurde zum 1. Juli 1835 nach Seligenstadt verlegt und die Bezeichnung in „Landgericht Seligenstadt“ geändert. Mit dem Gerichtsverfassungsgesetz von 1877 wurden Organisation und Bezeichnungen der Gerichte reichsweit vereinheitlicht. Zum 1. Oktober 1879 hob das Großherzogtum Hessen deshalb die Landgerichte auf. Funktional ersetzt wurden sie durch Amtsgerichte. So ersetzte das Amtsgericht Seligenstadt das Landgericht Seligenstadt.

### Einwohnerentwicklung
Quelle: Historisches Ortslexikon
- 1961: 598 evangelische (= 14,25 %), 3529 katholische (= 84,10 %) Einwohner

| Klein-Krotzenburg: Einwohnerzahlen von 1829 bis 1970 | Klein-Krotzenburg: Einwohnerzahlen von 1829 bis 1970 | Klein-Krotzenburg: Einwohnerzahlen von 1829 bis 1970 | Klein-Krotzenburg: Einwohnerzahlen von 1829 bis 1970 | Klein-Krotzenburg: Einwohnerzahlen von 1829 bis 1970 |
| --- | ---------------------------------------------------- | ---------------------------------------------------- | ---------------------------------------------------- | ---------------------------------------------------- |
| Jahr |                                                      |                                                      |                                                      | Einwohner                                            |
| 1829 | 1829                                                 |                                                      | 860                                                  | 860                                                  |
| 1834 | 1834                                                 |                                                      | 921                                                  | 921                                                  |
| 1840 | 1840                                                 |                                                      | 1.045                                                | 1.045                                                |
| 1846 | 1846                                                 |                                                      | 1.123                                                | 1.123                                                |
| 1852 | 1852                                                 |                                                      | 1.067                                                | 1.067                                                |
| 1858 | 1858                                                 |                                                      | 1.204                                                | 1.204                                                |
| 1864 | 1864                                                 |                                                      | 1.216                                                | 1.216                                                |
| 1871 | 1871                                                 |                                                      | 1.475                                                | 1.475                                                |
| 1875 | 1875                                                 |                                                      | 1.661                                                | 1.661                                                |
| 1885 | 1885                                                 |                                                      | 1.742                                                | 1.742                                                |
| 1895 | 1895                                                 |                                                      | 1.944                                                | 1.944                                                |
| 1905 | 1905                                                 |                                                      | 2.188                                                | 2.188                                                |
| 1910 | 1910                                                 |                                                      | 2.325                                                | 2.325                                                |
| 1925 | 1925                                                 |                                                      | 2.453                                                | 2.453                                                |
| 1939 | 1939                                                 |                                                      | 2.777                                                | 2.777                                                |
| 1946 | 1946                                                 |                                                      | 3.396                                                | 3.396                                                |
| 1950 | 1950                                                 |                                                      | 3.768                                                | 3.768                                                |
| 1956 | 1956                                                 |                                                      | 4.118                                                | 4.118                                                |
| 1961 | 1961                                                 |                                                      | 4.196                                                | 4.196                                                |
| 1967 | 1967                                                 |                                                      | 4.657                                                | 4.657                                                |
| 1970 | 1970                                                 |                                                      | 5.096                                                | 5.096                                                |
| Datenquelle: Historisches Gemeindeverzeichnis für Hessen: Die Bevölkerung der Gemeinden 1834 bis 1967. Wiesbaden: Hessisches Statistisches Landesamt, 1968. Weitere Quellen: |                                                      |                                                      |                                                      |                                                      |

## Wappen und Flagge
Wappen

Blasonierung: „In Rot oben ein sechsspeichiges silbernes Rad, darunter ein lateinisches silbernes Kreuz.“
Das Wappen wurde der Gemeinde Klein-Krotzenburg am 25. November 1950 durch den Hessischen Innenminister das Recht zur Führung eines Wappens verliehen. Gestaltet wurde es durch den Heraldiker Georg Massoth.
Das redende Kreuz steht schon mindestens seit dem 18. Jahrhundert im Siegel des Ortes. Ergänzt wird es heute durch das Mainzer Rad, als Zeichen der früheren Zugehörigkeit zu Kurmainz.
Flagge
Am 16. Januar 1954 wurde der Gemeinde durch den Hessischen Innenminister eine Flagge genehmigt, die wie folgt beschrieben wird:
„Auf der weißen Mittelbahn des rot-weiß-roten Flaggentuches das Wappen der Gemeinde Klein-Krotzenburg.“

## Kultur und Sehenswürdigkeiten

### Bauwerke
- Gustav-Adolf-Kirche, evangelisch
- Wallfahrtskapelle Liebfrauenheide

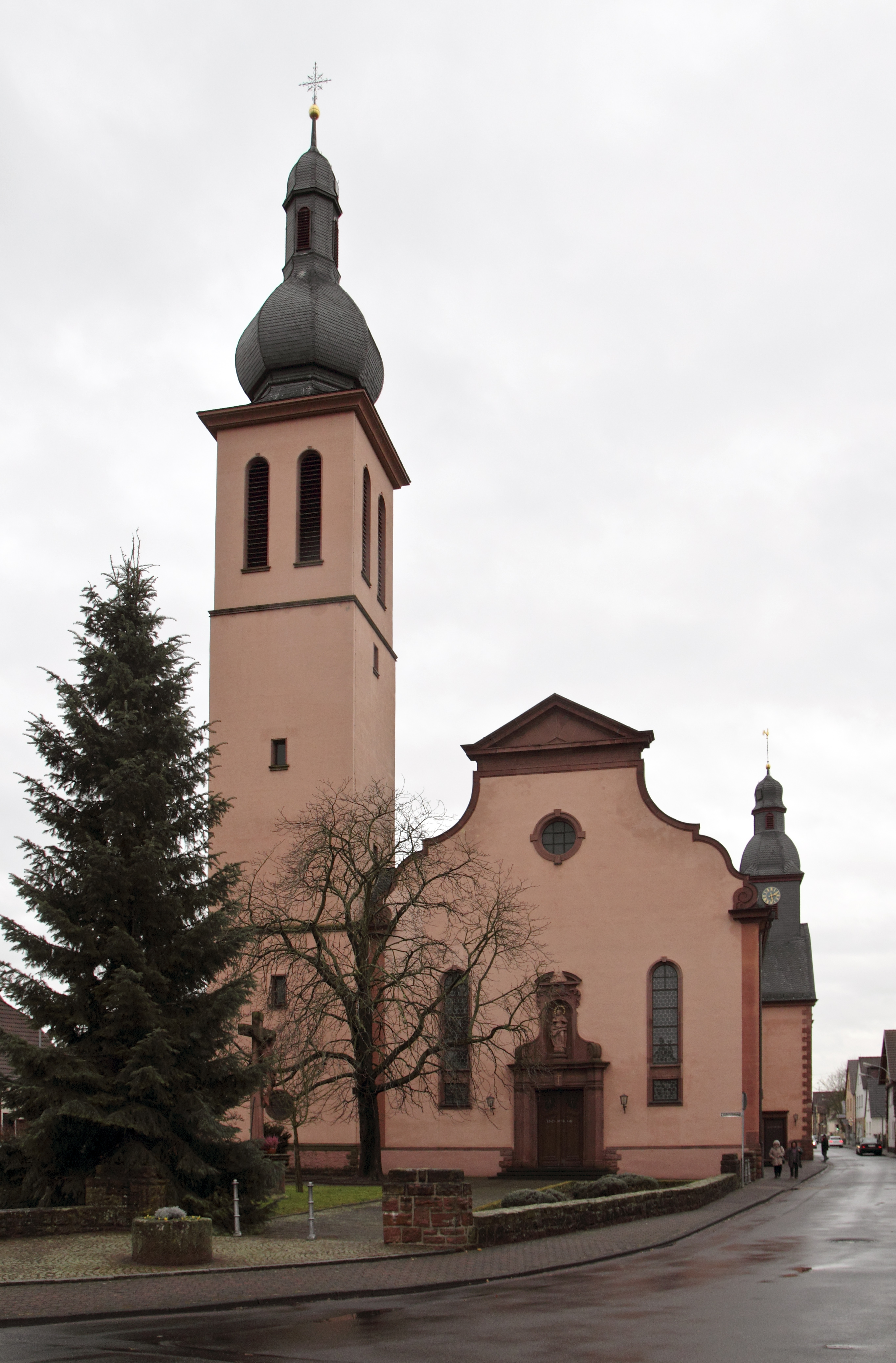
Pfarrkirche St. Nikolaus
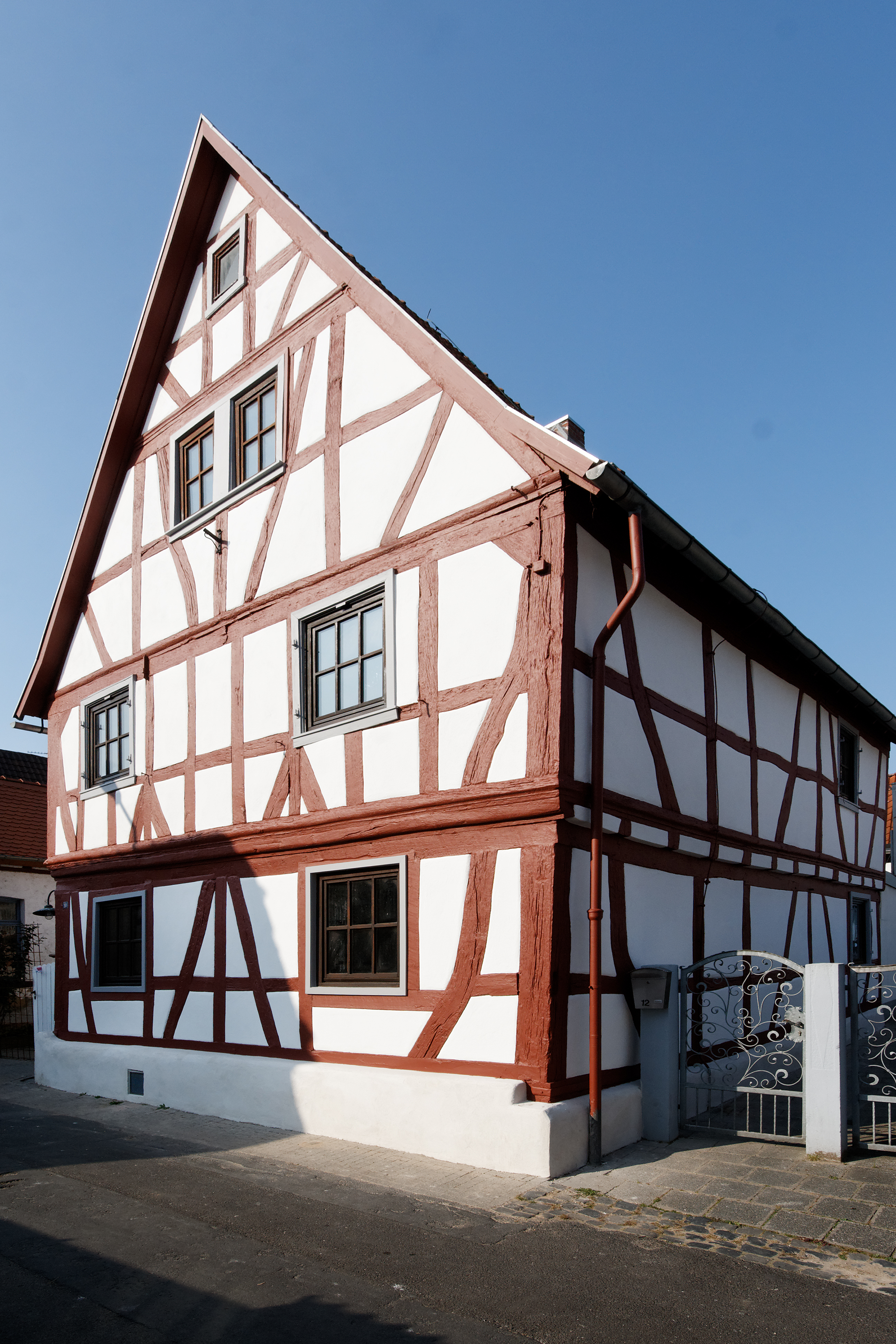
Fachwerkhaus Maingasse 10
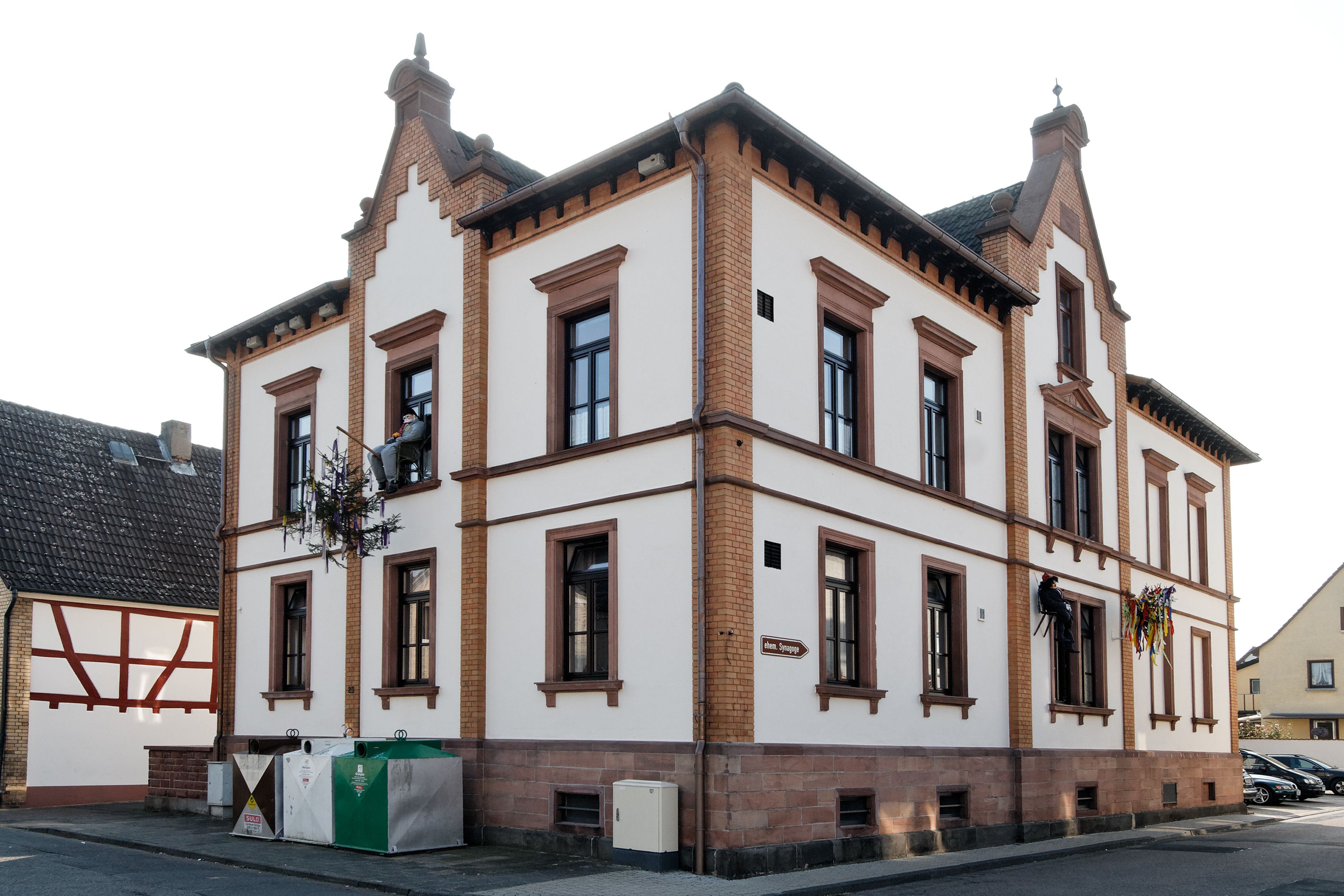
Ehemalige Schule
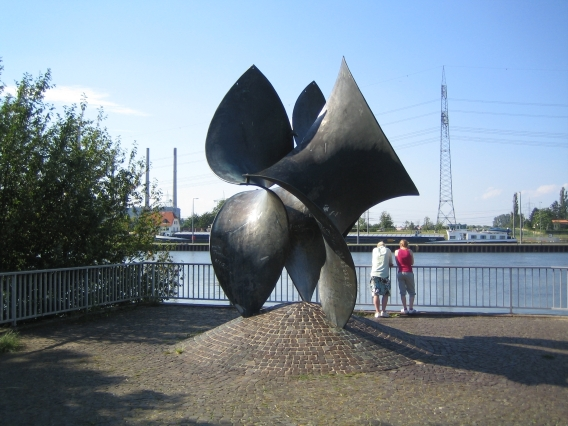
Skulptur „Alte Schleuse“ am Main

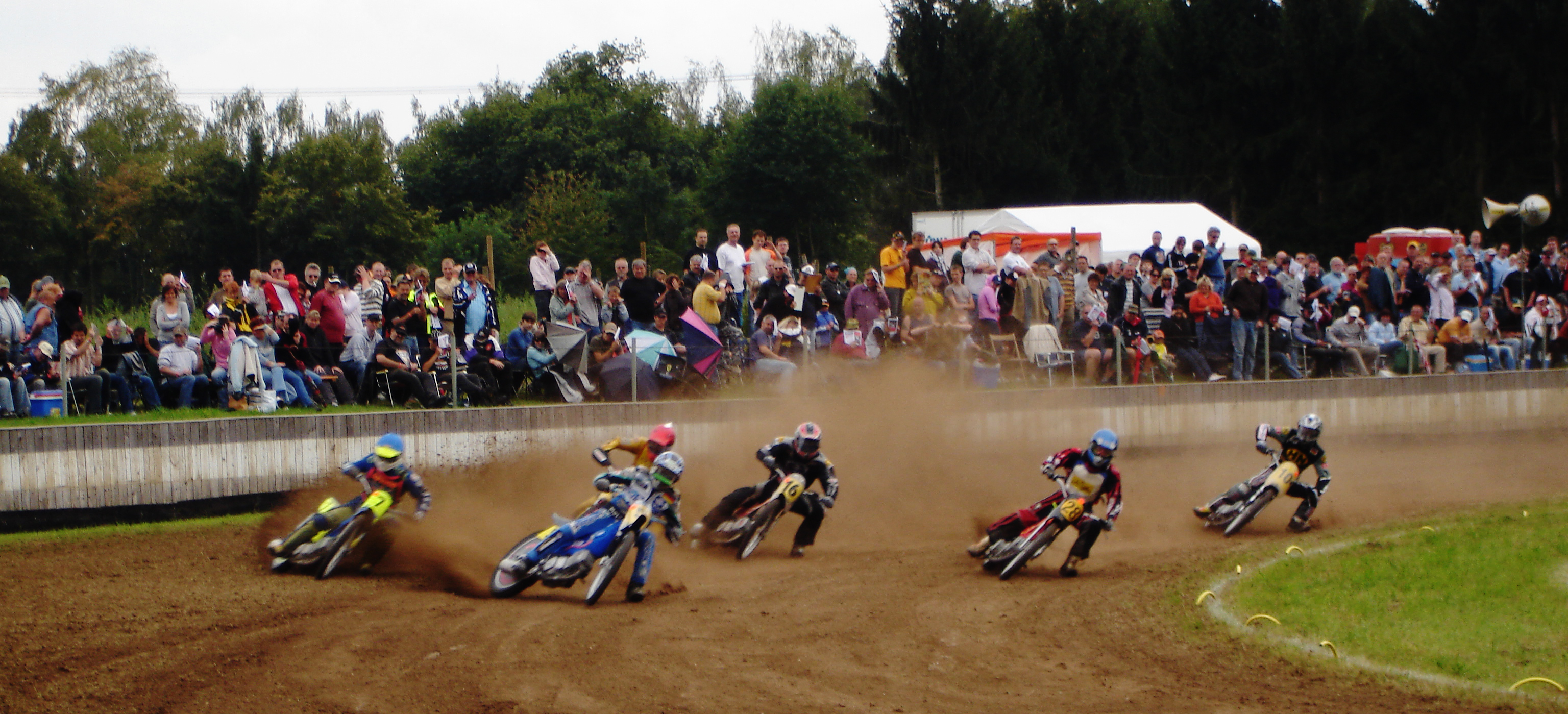
Auf dem 501 m langen Grasbahn-Oval fand 2010 das 50. und letzte internationale Grasbahnrennen um den "Goldenen Fasan des Maintales" statt.

### Vereine
- Internationales Motorrad-Grasbahnrennen des MSC Klein-Krotzenburg um den Goldenen Fasan des Maintals
- Fußball der SG Germania Klein-Krotzenburg 1915 e. V.[11] (Gruppenliga Frankfurt Ost)

## Verkehr

### Straße
Durch den Ort führt die Landesstraße L 3065.
Im öffentlichen Personennahverkehr (ÖPNV) wirkt die Kreis-Verkehrs-Gesellschaft Offenbach (KVG) als Lokale Nahverkehrsgesellschaft und Aufgabenträger im Rhein-Main-Verkehrsverbund.
Radfernwege
Der Deutsche Limes-Radweg führt durch den Ort. Dieser folgt dem Obergermanisch-Raetischen Limes über 818 km von Bad Hönningen am Rhein nach Regensburg an der Donau.
Am linken Mainufer verlaufen der Main-Radweg und die D-Route 5 (Saar-Mosel-Main) über 1021 km von Saarbrücken über Trier, Koblenz, Mainz, Frankfurt am Main, Würzburg und Bayreuth bis zur tschechischen Grenze.

### Mainfähre
Die erste Erwähnung einer Fähre:74 finden sich in den Geburts- und Sterbebüchern der Pfarrei, nach denen 1886 beim verstorbenen Valentin Brauneis der Beruf „Fächer“ (= Fährmann) vermerkt ist.
Mit zunehmender Beschäftigung in den Fabriken von Hanau und Großauheim strömten immer mehr Menschen von Klein-Krotzenburg morgens auf die andere Mainseite. Eine Schleuse gab es noch nicht, diese wurde erst ab 1915 errichtet. So wurde die Fähre im Laufe der Zeit von einem Nachen zu einem pontonartigen Gefährt erweitert.
Die erste Fähre hat noch an einem anderen Ort weiter mainabwärts übergesetzt und wurde wohl um 1896:74 an die spätere Stelle verlegt.

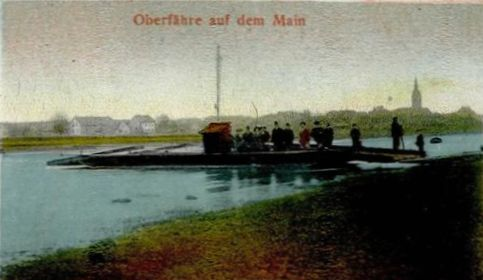
Fähre Klein-Krotzenburg vor 1901

1901 wurde dann eine eiserne Fähre gekauft, die auch mit einem anderen Mechanismus übersetzte. Wurde die ursprüngliche Fähre an einer Kette entlang gezogen, die quer durch den Main verlief, wurde die neue Fähre von einem Stahlseil gehalten, das in der Mitte des Mains verankert war. Das System wird Gierseilfähre oder auch „fliegende Brücke“ genannt. Durch Probleme mit dem über Wasser geführten Seil wurde jedoch diese Fähre auch bald wieder durch eine Hochseilfähre abgelöst, mit der die Querung aber immer noch nach dem gleichen Prinzip mit Hilfe der Strömung erreicht wurde.
Im Januar 1917 ereignete sich ein schweres Fährunglück, bei dem 15 Männer ertranken. Wenige Meter vor dem Ufer bei Großkrotzenburg fuhr die mit 28 Menschen beladene Fähre früh morgens in der Dunkelheit vermutlich auf ein Hindernis. Die Wucht des Aufpralls warf die dicht gedrängten Menschen durcheinander und der Nachen kippte um.:77 In dem Chörchen unter dem Glockenturm der St. Nikolaus-Kirche in Klein-Krotzenburg ist eine Gedenktafel für die Verstorbenen des Fährunglücks angebracht.
1945 wurde die Fähre dann von flüchtenden Wehrmachtstruppen versenkt, um dann wahrscheinlich im Herbst 1945 von den Bewohnern wieder gehoben zu werden. Nach dem Krieg fuhr die Fähre immer noch an einem Hochseil, bekam aber einen elektrischen Antrieb, der dann später auf Diesel umgestellt wurde. Ab 1963:83 wurde die erste eisernen Fähre dann durch eine neue ersetzt, mit der auch die Hochseile verschwanden.
Endgültig stillgelegt wurde die Fährverbindung im Jahre 1999. Nach einem Zwischenstopp auf dem Rhein wurde die Fähre umgebaut und bringt jetzt unter dem Namen „Sottje II“ Urlauber auf den Campingplatz der Elbinsel Lühesand.